# Egendomsförsäkring
Egendomsförsäkring gäller för försäkringstagaren i egenskap av ägare till en försäkrad individuellt bestämd materiell egendom, fast eller lös. Egendomsförsäkringen gäller även för egendom som tillhör annan och som försäkringstagaren på annat sätt än som ägare ansvarar för. Egendomsförsäkringen gäller för sakskada som inträffar under den tidsperiod som egendomsförsäkringen är i kraft. Egendomsförsäkringen gäller för försäkrad egendom inom det försäkringsställe som har angivits i försäkringsbrevet. 
Ett exempel på egendomsförsäkringar för företagare är kaskoförsäkringar för transportfordon som fartyg, järnväg, lastbil eller luftfarkost, vilka ofta är så kallade kombinerade försäkringar och innehåller oftast ett utökat försäkringsskydd med en ansvarsförsäkring som täcker den försäkrades skadeståndsskyldighet, till exempel fartygsförsäkringens ansvar för oljeskada.
Ett exempel på egendomsförsäkringar för konsumenter är framför allt hem- och villaförsäkringar, vilka ofta är så kallade kombinerade försäkringar som även kan omfatta exempelvis en ansvarsförsäkring, reseförsäkring, rättsskyddsförsäkring eller överfallsförsäkring. Vill man avtala bort sin egen oaktsamhet (ansvarsbegränsning), så kan man teckna en så kallad "drulleförsäkring" eller som den också kallas, allriskförsäkring vilken medför en högre försäkringspremie.

## Hemförsäkring
I en hemförsäkring skyddas bland annat egendom mot brand, skada och stöld. Stöld särskiljs noga beroende på var stölden sker olika regler för olika försäkringsbolag men oftast görs en uppdelning på följande fall:
- Stöld i bostad
- Stöld från vind/källare
- Bortaskydd (skydd för egendom utanför hemmet, såsom väskryckning)
- Stöld på arbetsplats
- Stöld ur tvättstuga
- Stöld av pengar/värdehandlingar
- Stöld av cykel

Det ingår även andra moment, i de flesta hemförsäkringar ingår ansvarsförsäkring, skydd vid överfall, reseskydd och rättsskydd. Familjemedlemmar som är folkbokförda på samma adress omfattas vanligen av samma hemförsäkring, dock omfattas normalt inte inneboende. Vissa försäkringsbolag kräver att alla namnges på försäkringsbrevet.
I hemförsäkring gäller en grundsjälvrisk som oftast är mellan 1 500 och 2 000 kronor (år 2015). Ibland gäller särskild självrisk, till exempel i resedelen, vid cykelstöld och rättsskydd.
Det är inte ovanligt att unga vuxna som flyttar hemifrån för att till exempel studera och därmed inte längre omfattas av föräldrarnas hemförsäkring, missar att teckna en egen hemförsäkring. Det finns också en viss övertro till vad staten ansvarar för om man utomlands drabbas av en naturkatastrof eller liknande.
Hemförsäkring anses så viktig att kostnaden ingår i vad Konsumentverket definierar som skälig levnadsstandard, och därmed täcks även kostnaden av försörjningsstöd. Däremot täcks exempelvis inte pensionsförsäkringar.
Ordet hemförsäkring förekommer i svenska media för första gången 1949.

### Moment som normalt ingår

#### Ansvarsförsäkring
Täcker den försäkrades skadeståndsskyldighet enligt allmänna skadeståndsrättsliga regler.

#### Personförsäkring vid överfall
Vid överfall/misshandel och sexualbrott kan hemförsäkringen lämna ersättning om gärningsmannen är okänd. Medicinsk och/eller ekonomisk invaliditet till följd av överfall kan också ersättas av vissa hemförsäkringar.

#### Reseskydd
Ett grundläggande reseskydd ingår vanligen i en hemförsäkring. Utan ordentligt försäkringsskydd på resan kan sjukdom och sjukhusvistelse bli väldigt dyrt. Hemtransport från Spanien till Norden kan kosta upp till 400 000 kronor, från Thailand 1 000 000 kronor.
Ambassader kan i undantagsfall bevilja lån som sedan måste betalas tillbaka när man kommer hem.
I de flesta fall gäller skyddet de första 45 dagarna på resa, i några fall gäller de i 60 dagar. De olyckshändelser som brukar omfattas är:
- Akut sjukdom och olycksfall, samt akut tandvård
- Outnyttjad resekostnad (till exempel om du blir inlagd på sjukhus under resan)
- Hemtransport vid dödsfall/begravning på plats
- Hemresa om nära anhörig skadas allvarligt

Stora och allvarliga händelser är i regel bra täckta av hemförsäkringen, med undantag för outnyttjad reskostnad på framförallt dyra resor där ersättningstaket ofta slås i.
Mindre händelser kan man få stå för själv, till exempel kortare sjukdomstid som inte kräver sjukhusvistelse, och dessutom är självrisken ofta högre i resedelen än i resten av hemförsäkringen. Det är också vanligt med begränsad ersättning för förlorad egendom (som många blev varse om efter tsunamikatastrofen 2004).
Utökat reseskydd i hemförsäkring (se nedan), reseförsäkringar för enstaka resor och årsreseförsäkringar som gäller för alla resor under ett år har i regel inte lika stora begränsningar. I regel gäller alla dessa tre tilläggsförsäkringar utan egen självrisk, med skillnaden att reseförsäkringar ersätter självrisken i hemförsäkringen medan utökat reseskydd i hemförsäkringen ibland inte ersätter den.
Olyckor som händer i samband med extremsport är i regel undantagna och ingen ersättning lämnas. Det är också vanligt med begränsningar vid graviditet.
Det som kallas för reseförsäkring/reseskydd gäller sedan en resa påbörjats, händelser som göra att resan inte kan påbörjas (såsom. akut sjukdom innan avresa) omfattas i regel inte utan ingår i avbeställningsförsäkringar.

#### Rättsskydd
Ersätter försäkringstagarens kostnader för det rättsliga förfarandet i tvister som han eller hon är inblandad i.

### Vanliga tillägg till hemförsäkring
En hemförsäkring ger ett grundskydd, till de flesta kan man teckna tilläggsförsäkringar.

#### Allrisktillägg – drulleförsäkring
Allrisktillägg kallas ofta för drulleförsäkring. Allriskförsäkring ersätter egendom som skadats "plötsligt och oförutsett" och som alltså inte täcks av grundskyddet i hemförsäkringen, det kan till exempel vara en dator som tappats i golvet.

#### Utökat reseskydd
Det finns olika typer av utökade reseskydd:
- Utökade i reslängd (längre än 45 dagar)
- Vilka händelser som ersätts
- Andra maxersättningar

Villkoren för utökat reseskydd i en hemförsäkring varierar mellan de olika bolagen, ofta genom olika kombinationer av ovanstående punkter.